# Eisenerzbergwerk Leonie

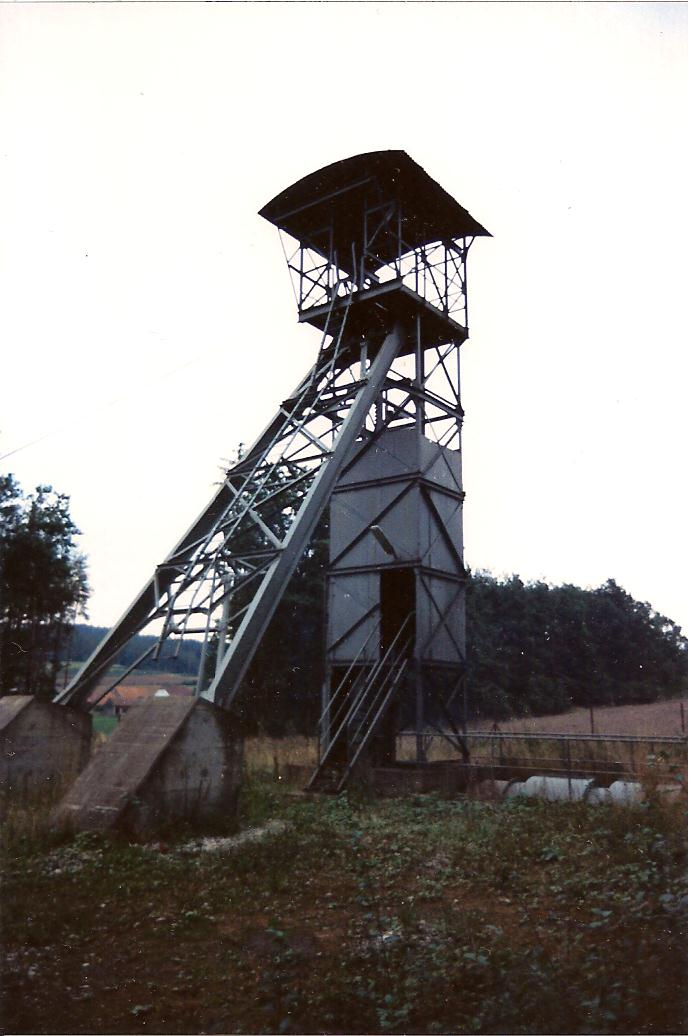
Wetterschacht Reichenbach (1985)

Das Eisenerzbergwerk Leonie war ein Bergwerk in Auerbach in der Oberpfalz. Es wurde 1977 bis 1987 vom oberpfälzischen Stahlwerk Maxhütte betrieben. Die Grube Leonie baute auf dem gleichnamigen, stockförmigen Kreideerzlager Weiß- und Brauneisenerz ab. Mit Fe-Gehalten von ca. 47 % stellte es die reichhaltigste Eisenerzlagerstätte der Bundesrepublik Deutschland dar. Nach der Stilllegung verblieben schätzungsweise 20 Mio. Tonnen Eisenerz in der Lagerstätte.

## Geschichte
1877 erwarb die Maxhütte zu ihren Gruben im Bezirk Sulzbach auch die erste Grube in Auerbach, Leonie – zur Unterscheidung von der neuen Anlage später Leonie 1 oder Alte Leonie genannt – von Theodor von Cramer-Klett, dem Gründer der Maschinenbau Aktiengesellschaft Nürnberg (MAN). Außerdem besaß die Hütte bereits seit 1875 in Auerbach einige Erzfelder, die jedoch noch nicht genutzt, sondern als Ressourcen dienen sollten, so etwa Nitzelbuch, Welluck und Bernreuth.
Das Erzvorkommen war jedoch zunächst nicht wirtschaftlich verwertbar. Verhüttungsversuche in Rosenberg zeigten, dass die tiefer anstehenden Erzpartien größere Phosphor-Gehalte aufwiesen und für die Herstellung von Puddel-Roheisen im Bessemer-Verfahren unbrauchbar waren. Zum anderen war der Transport der Erze zur nächstgelegenen Bahnstation Ranna der Baierischen Ostbahnen zu unwirtschaftlich. Erst mit dem Betrieb der 9,5 km langen Seilbahn nach Ranna im Jahr 1883 und einer Frachtermäßigung der Bahngesellschaft für den Bahntransport der Erze nach der Hütte in Rosenberg war ein wirtschaftlicher Transport gesichert. Diese Seilbahn war die längste Drahtseilbahn Deutschlands, bis sie 1903 durch die Bahnstrecke Ranna–Auerbach ersetzt wurde.
Am Ende des 19. Jahrhunderts und zu Beginn des 20. Jahrhunderts wurden in Auerbach weitere Schächte abgeteuft, die zum Teil wegen Unrentabilität schnell wieder stillgelegt wurden. So waren die 1900 bis 1903 begonnenen Schachtanlagen Leonie 2 und Minister Falk schon wenige Jahre später eingestellt, da man der Wassereinbrüche nicht Herr wurde. Mehr Glück hatte man in dieser Hinsicht mit den 1905 bis 1906 abgeteuften Schächten Maffei I und Maffei II im Erzlager Nitzelbuch, die bis in die 70er Jahre förderten. 1921 wurde die alte Zeche Leonie I wurde als abgebaut stillgelegt. 1943 wurde bei Schleichershof ein Förderstollen bis zu 30 m in die Tiefe getrieben, der als „Kleine Leonie“ (Leonie 3) bezeichnet wurde. Ein Transportband beförderte das Erz in den Bunker der Seilbahn. 1945 wurde der Betrieb eingestellt.
Aus 1971 resultierten die letzten Bemühungen, noch einmal einen Schacht abzuteufen. Die bereits 1838 begonnenen Bohrungen für Leonie IV wurden wieder aufgenommen, da es das letzte abbauwürdige Eisenerzlager in der Bundesrepublik war.
Der Aufschluss begann mit dem Teufen des Leonieschachtes am 13. August 1972 wegen wasserführender Schichten mittels Gefrierverfahren, die Erzförderung begann im Februar 1977. Nachdem die letzte Schichten auf St. Anna im Sommer 1974 und in den Maffei-Schächten 1972 gefahren worden waren, blieb Leonie IV bis zur Schließung die letzte Schachtanlage der Maxhütte.
Mit dem zunehmenden Preisverfall ausländischer Erze wurde das Leonie-Erz Mitte der 1980er Jahre zu teuer und wanderte von da an fast vollständig auf Halde. Am 17. April 1987 meldete die Maxhütte Konkurs an. Zur Rettung des Stahlwerks wurde das Prinzip des integrierten Hüttenwerks mit eigener Rohstoffbasis aufgegeben. Die Grube Leonie sollte deshalb schnellstmöglich liquidiert werden, das aufgehaldete Erz wurde innerhalb kurzer Zeit zur Hütte transportiert.
Am 8. Mai 1987 fuhr die letzte Förderschicht aus. Unmittelbar danach begannen die Stilllegungsarbeiten, die am 28. November 1989 um 11 Uhr mit dem Abschalten der Wasserhaltung und dem Verfüllen des Wetterschachtes endeten. Damit endete nach nur zehnjähriger Produktionszeit das letzte Kapitel des letzten deutschen Erzbergwerkes.
Der Eisenerzabbau Grube ist vom Bayerischen Landesamt für Umwelt als bedeutendes Geotop (Geotop-Nummer: 371G002) ausgewiesen. Nach Stilllegung des Bergwerks stürzten die beim Abbau entstandenen Hohlräume teilweise ein. Das Ergebnis sind eine Vielzahl von Senken und Verwerfungen, sogenannte Dolinen. Seit 1996 ist das Bergbauareal östlich der Förderanlage zum Naturschutzgebiet Grubenfelder Leonie erklärt worden. und wird von Heckrindern und Exmoorpferden beweidet. Ein Holzsteg führt zu einigen der eindrucksvollsten Dolinen, der Rest des Geländes darf nicht betreten werden.

## Sonstiges
Die Auerbacher Eisenlagerstätte ist bekannt für außergewöhnliche Mineralien. Es ist die einzige bekannte Fundstelle des seltene Minerals Churchit-(Y) in Deutschland.